# Helmut Geuthner
Helmut Geuthner (* 19. Dezember 1920) ist ein deutscher Fußballspieler. Er spielte für die BSG Wismut Aue insgesamt 52-mal in der DDR-Oberliga.

## Karriere
Er wechselte zur Saison 1950/51 zur BSG Zentra Wismut Aue in die neugegründete DDR-Liga. Gleich in der ersten Saison er sich mit der Mannschaft die Meisterschaft in der Staffel Süd sichern und damit den Aufstieg in die DDR-Oberliga. Zudem konnten sich die Auer im Spiel um die DDR-Liga-Meisterschaft gegen die BSG Anker Wismar gewinnen.
In der Saison 1951/52 debütierte er am 2. September 1951 für den nun als BSG Wismut Aue antreten Verein in der DDR-Oberliga. Beim 3:1-Sieg gegen die BSG Turbine Erfurt wurde er von Trainer Walter Fritzsch über die gesamten 90. Minuten eingesetzt. Sein einziges Tor für die BSG Wismut Aue erzielte er am 10. Februar 1952 im Spiel gegen BSG Motor Oberschöneweide. Beim 1:1-Unentschieden erzielte er in der 61. Minute die 1:0-Führung für Wismut Aue. In der Saison 1952/53 belegte sie am Saisonende punktgleich hinter der SG Dynamo Dresden den zweiten Platz. Wegen der Punktgleichheit musste ein Entscheidungsspiel über den Meistertitel entscheiden. Im Entscheidungsspiel der DDR-Fußball-Oberliga 1952/53 verloren er mit seiner Mannschaft mit 3:2 gegen die Dresdner.
Nach der Saison 1953/54 verließ er die BSG Wismut Aue und beendete seine Karriere.

## Erfolge
- DDR-Vizemeister: 1952/53
- Meister der DDR-Liga: 1950/51
- Aufstieg in die DDR-Oberliga: 1950/51